# この日のチャイムを忘れない
『この日のチャイムを忘れない』（このひのチャイムをわすれない）は、SKE48の1枚目のオリジナル・アルバム。2012年9月19日にavex traxから発売された。
SKE48としては、各チームが行う劇場公演での楽曲を収録したアルバムを2010年2月 - 2012年3月にかけて計4枚リリースしていたが、グループ全体としてのアルバムは結成4年目にして初となった。

## 背景
このタイトルには、「チャイムが始まりと終わりを知らせるように、このアルバムが一つの集大成であり、ここからまた始まるという節目の時間を忘れないようにしよう」という思いが込められている。
「初回限定フォトブック仕様（Album＋DVD）」と称するDVD・ブックレット付きの盤と「通常盤」の2種類がリリースされた。収録曲数は前者が14曲、後者が15曲である。そのうち13曲は両盤で重複し、残りは前者に1曲、後者に2曲それぞれ異なるカバー曲が収録されており、全部で16の楽曲が収録されていることになる。
まず、2009年8月のデビュー・シングル「強き者よ」から2012年1月の「片想いFinally」までの8つのシングル表題曲が、リマスタリングを施した上、収録されているが、「強き者よ」は原盤権をランティスが所持していることから、歌詞カードに「Licensed by Lantis Inc.」の表記が、「青空片想い」から「バンザイVenus」までの4曲については原盤権を日本クラウンが所持していることから、歌詞カードに「Licensed by Nippon Crown Co., Ltd.」の表記がある。2012年5月16日発売の「アイシテラブル!」と、このアルバムと同日発売の「キスだって左利き」は未収録。ただし、ミュージック・ビデオには「アイシテラブル!」から2作品が収録されている。
5つのアルバム曲は、SKE48を構成する「チームS」「チームKII」「チームE」「研究生」の4組に1曲ずつ、そしてこれまでシングルのカップリング曲で採用されてきた8人選抜の「セレクション8」に1曲が充てられた。チームEが歌う「みつばちガール」は、チームE名義としては初のオリジナル曲となった。「セレクション8」のメンバーは、6th - 8thシングルカップリング曲の「セレクション8」と類似した構成となっている。なお、発売前に卒業を発表していたチームSの平田璃香子と、2012年8月24日にAKB48との兼任を開始したチーム未定の北原里英を除いて、SKE48の全メンバーが5つのアルバム曲のどれかに参加している。
そして、AKB48の「ポニーテールとシュシュ」「ヘビーローテーション」「Beginner」の3曲をカバー。これは「AKB48の有名曲を歌うことで、より一層多くの方にSKE48のアルバムを聴いてほしい」というファン拡大の狙いだという。なお、「Beginner」はカバー曲だが松井珠理奈、松井玲奈の2人はオリジナル版にも参加している。
このように、発売済みの楽曲が大半を占めることから、公式サイトやレーベルの解説は、オリジナルアルバムだが「ベスト・アルバム的な内容」と紹介している。このアルバムは、総合的にはポップソング、音楽誌Allmusicによるとポップ・ロックに分類されている。
また、「初回限定フォトブック仕様（Album＋DVD）」のDVDには、63種類のミュージック・ビデオが収録されている。これは、制作時のメンバー63人が1人1曲ずつ担当し、それぞれ別の楽曲・別の監督で独自に制作されたものである。ミュージック・ビデオに使用されている楽曲は、発売までに発表済みのSKE48の楽曲または、SKE48がAKB48の演目を用いて行ったことがある劇場公演の楽曲で、全てSKE48にゆかりのある楽曲である。
なお、CDの特典として、2版それぞれの初回生産分に限り『この日のチャイムを忘れない』発売記念イベント応募券と生写真（全63種類から1枚）が、また「初回限定フォトブック仕様（Album＋DVD）」の初回生産分に限りブックレット（68頁）が、それぞれ添付された。

## リリース
アルバムのリリースは、2012年7月31日のチームEの劇場公演にて初めて発表された。同日、「初回限定フォトブック仕様（Album＋DVD）」に収録されるミュージック・ビデオのうち松井珠理奈、松井玲奈、高柳明音の3人の曲名とともに、その概要が発表された。10thシングル「キスだって左利き」との同時発売であり、「より多くの人にSKE48を知ってもらえれば」という意図があったと報じられている。メンバーはこれと別に、ミュージック・ビデオの撮影中にアルバムの発売を知らされたという。アルバムのタイトルと収録曲は8月28日に発表された。
初収録曲の配信についてもCDリリースと同日に開始されているほか、63種類のミュージック・ビデオについても配信が行われている。

## プロモーション
キャッチコピーは「学校のチャイムを聴くと、キュンとするのはなぜだろう?」。
発売に際して、地元名古屋の主要駅の名古屋駅やSKE48劇場の最寄り駅である栄駅にて、ジャケット写真や各メンバーの手書きメッセージ・サインを用いたポスターが柱面や壁面に掲示されたほか、街頭でも掲示されるなど、広告展開が行われた。
SKE48がレギュラー出演している東海ラジオの番組「SKE48 1+1は2じゃないよ!」ではシングル発売後、日替わりで出演する2人のメンバーがアルバムのキャッチコピーを考える企画「キャッチーなキャッチコピーをつけちゃうぞ大作戦」を10月中旬から12月上旬まで行った。
このアルバムと10thシングルの「同時発売を記念する」形で、音楽専門チャンネルスペースシャワーTVプラスは「2時間まるごとSKE48！スペシャル」と題し、収録曲のミュージック・ビデオ、インタビュー、対談、リリース日のキャンペーン密着などで構成される特別番組を制作、2012年11月に放送し数回のアンコール放送を行った。また同様にMUSIC ON! TVのM-ON! MONTHLY ICONでも2012年9月の月間特集アーティストとしてSKE48を取り上げ、特別番組やアルバムリリース記念のミュージック・ビデオ特集などを放送した。

### 特典企画
アルバムの特典企画として、「SKE48 特別授業」と称するファン向けの応募イベントが行われた。「初回限定フォトブック仕様（Album＋DVD）」と「通常盤」それぞれの初回生産分に封入されている応募券を用いて抽選を行い、当選者は希望するメンバーの隣の席に座りミュージック・ビデオを鑑賞、終了後にメンバーとの写真とサインを添えた「卒業証書」を受け取るもので、それぞれメンバー1名につきファン1名として、名古屋・東京・大阪の3か所で開催した。また、前記イベントに当選しなかったときのダブル・トリプルチャンスとして、色紙やフォトブック、写真撮影会招待券のくじ付きクリスマスカードが当たる企画が実施された。

## アートワーク
「初回限定フォトブック仕様（Album＋DVD）」と「通常盤」の2つのジャケット写真があるが、これは63人のメンバー全員を写したものである。「初回限定フォトブック仕様（Album＋DVD）」はメンバー全員が1カットに収まった写真で、「通常盤」は細かくモザイク状に分けたジャケット上にメンバー一人ずつの顔のカットを全員集めた形となっている。テーマは「ネオ80年代」のファッションで、当時のファッションを「今風にアレンジ」した「往年のアイドルのような」色彩豊富な衣装が用いられている。
「初回限定フォトブック仕様（Album＋DVD）」付属のブックレットも、表紙は「往年のアイドル雑誌」をモチーフにしたもので、松井珠理奈、松井玲奈、高柳明音の3人が担当している。ブックレットには各メンバーのミュージック・ビデオ撮影時に撮られた写真などが収録されている。

## 音楽性と批評
オリコン、ジョイサウンドおよびリッスンジャパンが掲載したメンバーへのインタビュー（※一部語尾・語体を修正）では、シングル収録曲について「曲ごとに、…（略）いろんな思い出がよみがえってきた」（松井玲奈）、「歴史を感じられて、メンバーもこれまでの出来事を思い出す」（古川愛李）、「苦しい思いもたくさんしてきたが、そのひとつひとつが今振り返ると大切な思い出で、そういう思いが詰まったアルバムになった」（小木曽汐莉）など、多くはこれまでの活動などの追憶を通して語られているほか、「ずっと応援してくださってる皆さんはきっと、…（握手会の事などを）思い出してもらったり、私たちの成長を感じてもらえると思う」（松井珠理奈）とも語られている。また「拗ねながら、雨」は「今までにない新しいタイプで、新たなSKE48の一面を感じてもらえる」（高柳明音）一方、「ポニーテールとシュシュ」「みつばちガール」など「思い切りアイドルアイドルした曲」（松井玲奈）も入っているといい、「いろんな要素がこのアルバムには入っているし、それがそのままSKE48の魅力だと思う」（小木曽汐莉）など収録曲の多様さも語られている。また個々の収録曲では、「叱ってよ、ダーリン!」の歌詞について、女の子の彼への気持ちを歌った「ちょっと小悪魔チックな歌」（高柳明音）と語られている。
専門家によるレビューでは、CD収録曲を総括して、「SKE48入門編としても十分に機能する」（杉岡祐樹）、収録曲の多様性から「ファンのみならずライトなリスナーにも満足のいく内容」（南波一海）、「入門編的な色合いが強い」（北野創）など、SKE48の曲をあまり聞かないリスナーに（も）向いているとの意見が多く見られる。ビルボード(Billboard JAPAN)の杉岡祐樹は、全体として「ファンが活動を思い出して懐かしんだり」「初期作の性急な4つ打ちが変化していく過程も垣間見れたり」すると評している。楽曲では「叱ってよ、ダーリン!」「みつばちガール」については作曲・編曲の後藤次利のイメージを挙げて「求心力の高いメロディの破壊力は健在」とも評している。ローリング・ストーンの南波一海は、改めて聴くと「徐々にかわいらしい歌い方を獲得していく以前の、初期の曲のヴォーカルが個性的で面白い」と評している。タワーレコードの北野創は、楽曲では「叱ってよ、ダーリン！」は「おニャン子チックな」曲、「拗ねながら、雨…」は「チョッパーベースがブイブイ唸る」曲と評している。

## チャート成績
『この日のチャイムを忘れない』は、発売前日（集計初日）の2012年9月18日付オリコンデイリーアルバムチャートで推定売上枚数約5万2000枚を記録し、初登場で1位にランクインした。また、同日付のオリコンデイリーシングルチャートでは本アルバムと同日に発売された「キスだって左利き」が初登場で1位となり、SKE48の作品が両チャートで同時に1位にランクインしている。
その後、2012年10月1日付オリコン週間アルバムチャートでSuperfly『Force』に次ぐ初登場2位にランクインした。初動売上は約11万1000枚であった。また同チャートへのランクイン回数は通算17回となっている。
2012年のオリコン年間アルバムチャートでは推定売上枚数約14万4000枚を記録し、40位にランクインした。オリコンのレポートによると、2012年度中の売上は6億9000万円であった。
Billboard JAPANのチャートにおいては、2012年10月1日付のTop Albumsで2位にランクインした。
サウンドスキャンジャパンのチャートにおいては、2012年9月17日 - 23日調査分の週間CDソフト アルバムランキング TOP20で「初回限定フォトブック仕様（Album＋DVD）」が推定売上枚数8万9000枚を記録し、『Force』の初回盤を上回って1位にランクインした。

### 週間チャート
| 国   | チャート                                        | 最高順位 |
| 日本 | オリコン週間アルバムチャート（2012年10月1日付） | 2位      |
| 日本 | Billboard JAPAN Top Albums（2012年10月1日付）   | 2位      |

### 月間チャート
| 国   | チャート                                   | 最高順位 |
| 日本 | オリコン月間シングルチャート（2012年9月）  | 06位     |
| 日本 | オリコン月間シングルチャート（2012年10月） | 36位     |

### 年間チャート
| 国   | チャート                               | 最高順位 |
| 日本 | オリコン年間アルバムチャート（2012年） | 40位     |

| 国   | 認定組織               | 認定     |
| 日本 | 日本レコード協会(RIAJ) | ゴールド |

### 受賞記録
- 『この日のチャイムを忘れない』 - ギネス世界記録「最もミュージック・ビデオが多く入ったアルバム」（2012年認定）[24]

## ミュージック・ビデオ
初収録の5曲はミュージック・ビデオが制作されていない。一方、「63人それぞれの想い 〜Short music video of 63 members〜」と題してメンバー毎の計63種類のミュージック・ビデオが制作され、「初回限定フォトブック仕様（Album＋DVD）」に特典のDVDとして付属している。63種類ものミュージック・ビデオ制作は前代未聞とも報じられ、その経緯については、「メンバーそれぞれの顔と名前、魅力をより知って欲しい」という制作側の意図があった。楽曲は、メンバーに対して行われた「思い入れのある曲」に関するアンケートを基に重複しないよう選定され、それぞれのメンバーにちなんだものが多い。またそれぞれのミュージック・ビデオの趣向も、コメディタッチ、物語風、メンバーのイメージビデオなど、多様である。
なお、『この日のチャイムを忘れない』は「最もミュージック・ビデオが多く入ったアルバム」として2012年にギネス世界記録に認定された。
また、63種類のミュージック・ビデオにあわせてそれぞれのパターンのコマーシャルも制作され、通常の2パターンと合わせて、計65パターンのコマーシャルが制作された。

## ライブ・パフォーマンス
初収録のアルバム曲5つのうち、「フラフープでGO!GO!GO!」「叱ってよ、ダーリン!」「みつばちガール」「その先に君がいた」の4曲は、2012年10月5日に行われたZepp Nagoyaでのコンサート「劇場デビュー4周年記念公演」で初めて披露された。このコンサートでは、SKE48のこれまでを振り返るような構成曲の前半に続けて、中盤に「明日からの5年目に向けて決意を現した曲」（運営会社AKSの公式レポートによる）として4曲続ける形で披露された。
また、もう1つのアルバム曲「拗ねながら、雨…」は、同年11月11日 - 12日にZepp Nagoyaで行われたコンサート「SKE48リクエストアワー セットリストベスト50 2012〜神曲かもしれない〜」の1日目で、ファン投票45位にランクインした曲として、初めて披露された。なお、このコンサートではアンコールで先述のアルバム曲4曲も披露された。

## 収録曲

### 初回限定フォトブック仕様（Album＋DVD）
| 全作詞: 秋元康。 |                                     |        |              |                  |      |
| #                | タイトル                            | 作詞   | 作曲         | 編曲             | 時間 |
| 1.               | 「強き者よ」                        | 秋元康 | 上田晃司     | 野中“まさ”雄一   | 4:20 |
| 2.               | 「青空片想い」                      | 秋元康 | 島崎貴光     | 野中 "まさ" 雄一 | 5:00 |
| 3.               | 「ごめんね、SUMMER」                | 秋元康 | 俊龍         | 原田ナオ         | 4:03 |
| 4.               | 「1!2!3!4! ヨロシク!」              | 秋元康 | ツキダタダシ | 前口渉           | 5:03 |
| 5.               | 「バンザイVenus」                   | 秋元康 | 佐々倉有吾   | 野中"まさ"雄一   | 3:37 |
| 6.               | 「パレオはエメラルド」              | 秋元康 | 五戸力       | 原田ナオ         | 4:46 |
| 7.               | 「オキドキ」                        | 秋元康 | YUMA         | 武藤星児         | 4:23 |
| 8.               | 「片想いFinally」                   | 秋元康 | 井上ヨシマサ | 井上ヨシマサ     | 4:33 |
| 9.               | 「フラフープでGO!GO!GO」(チームS)   | 秋元康 | 田靡達也     | 清水哲平         | 3:51 |
| 10.              | 「叱ってよ、ダーリン!」(チームKII)  | 秋元康 | 後藤次利     | 後藤次利         | 4:02 |
| 11.              | 「みつばちガール」(チームE)         | 秋元康 | 後藤次利     | 後藤次利         | 3:41 |
| 12.              | 「その先に君がいた」(研究生)        | 秋元康 | 小澤正澄     | 野中"まさ"雄一   | 6:20 |
| 13.              | 「拗ねながら、雨…」(セレクション8)  | 秋元康 | ツキダタダシ | 佐々木裕         | 4:02 |
| 14.              | 「ヘビーローテーション」(チームKII) | 秋元康 | 山崎燿       | 田中ユウスケ     | 4:42 |

DVD
1. 63人それぞれの想い 〜Short music video of 63 members〜 [全122分]

| 作品リスト0 | 作品リスト0  | 作品リスト0                  | 作品リスト0                                     | 作品リスト0      |
| #           | メンバー     | 楽曲                         | 楽曲の概要                                      | 監督             |
| ----------- | ------------ | ---------------------------- | ----------------------------------------------- | ---------------- |
| 01          | 大矢真那     | チョコの行方                 | 『チームS 2nd Stage「手をつなぎながら」』公演曲 | 宮原夢画         |
| 02          | 加藤るみ     | 誰かのせいにはしない         | 5thシングル カップリング曲                      | 園田定宏         |
| 03          | 木﨑ゆりあ   | 狼とプライド                 | 『チームS 3rd Stage「制服の芽」』公演曲         | スミス           |
| 04          | 鬼頭桃菜     | 微笑みのポジティブシンキング | 7thシングル カップリング曲                      | 佐藤亜美         |
| 05          | 木下有希子   | 思い出以上                   | 『チームS 3rd Stage「制服の芽」』公演曲         | 井上良           |
| 06          | 桑原みずき   | 女の子の第六感               | 『チームS 3rd Stage「制服の芽」』公演曲         | 見取保孝         |
| 07          | 菅なな子     | 1!2!3!4! ヨロシク!           | 4thシングル 表題曲                              | 森田亮           |
| 08          | 須田亜香里   | Doubt!                       | 『チームS 3rd Stage「制服の芽」』公演曲         | 土屋隆俊         |
| 09          | 高田志織     | バンザイVenus                | 5thシングル 表題曲                              | 多賀清二         |
| 10          | 出口陽       | 遠くにいても                 | 『チームS 2nd Stage「手をつなぎながら」』公演曲 | 熊坂出           |
| 11          | 中西優香     | ロープの友情                 | 『チームS 2nd Stage「手をつなぎながら」』公演曲 | 樋口良           |
| 12          | 平田璃香子   | 恋を語る詩人になれなくて     | 『チームS 3rd Stage「制服の芽」』公演曲         | 上野アキト       |
| 13          | 平松可奈子   | 大好き                       | 『チームS 2nd Stage「手をつなぎながら」』公演曲 | 稲垣理美         |
| 14          | 松井珠理奈   | Glory days                   | 『チームS 2nd Stage「手をつなぎながら」』公演曲 | 中野裕之         |
| 15          | 松井玲奈     | 枯葉のステーション           | 『チームS 3rd Stage「制服の芽」』公演曲         | 高橋栄樹         |
| 16          | 矢神久美     | 花火は終わらない             | 6thシングル カップリング曲                      | 柿本ケンサク     |
| 17          | 赤枝里々奈   | 会いたかった                 | 『チームKII 1st Stage「会いたかった」』公演曲   | 清水英博         |
| 18          | 阿比留李帆   | バズーカ砲発射!              | 7thシングル カップリング曲                      | 中村英隆         |
| 19          | 井口栞里     | 合格Kiss                     | 『チームS 3rd Stage「制服の芽」』公演曲         | 大木雄介         |
| 20          | 石田安奈     | 嘘つきなダチョウ             | 『チームKII 3rd Stage「ラムネの飲み方」』公演曲 | 柴田鉄平         |
| 21          | 小木曽汐莉   | 寡黙な月                     | 8thシングル カップリング曲                      | 中村太洸         |
| 22          | 加藤智子     | Nice to meet you!            | 『チームKII 3rd Stage「ラムネの飲み方」』公演曲 | 山本ワタル       |
| 23          | 後藤理沙子   | アンテナ                     | 3rdシングル カップリング曲                      | 藤安広人         |
| 24          | 佐藤聖羅     | ピノキオ軍                   | 『チームS 3rd Stage「制服の芽」』公演曲         | 今井敬           |
| 25          | 佐藤実絵子   | ごめんね、SUMMER             | 3rdシングル 表題曲                              | 奥藤洋弘         |
| 26          | 高柳明音     | お待たせSet list             | 『チームKII 3rd Stage「ラムネの飲み方」』公演曲 | IKIOI            |
| 27          | 秦佐和子     | ラムネの飲み方               | 『チームKII 3rd Stage「ラムネの飲み方」』公演曲 | 井上春生         |
| 28          | 古川愛李     | バンジー宣言                 | 2ndシングル カップリング曲                      | 真田幸村         |
| 29          | 松本梨奈     | クロス                       | 『チームKII 3rd Stage「ラムネの飲み方」』公演曲 | 丹羽貴幸         |
| 30          | 向田茉夏     | フィンランド・ミラクル       | 『チームKII 3rd Stage「ラムネの飲み方」』公演曲 | 増山準哉         |
| 31          | 矢方美紀     | アイシテラブル!              | 9thシングル 表題曲                              | 長崎愛           |
| 32          | 山田澪花     | ウイニングボール             | 『チームKII 3rd Stage「ラムネの飲み方」』公演曲 | 鈴木淳           |
| 33          | 磯原杏華     | 純情主義                     | 『チームE 1st Stage「パジャマドライブ」』公演曲 | 山本浩貴         |
| 34          | 上野圭澄     | 水のないプール               | 『チームS 3rd Stage「制服の芽」』公演曲         | マツナガヒロアキ |
| 35          | 内山命       | 雨のピアニスト               | 『チームS 2nd Stage「手をつなぎながら」』公演曲 | 狩野比呂         |
| 36          | 梅本まどか   | 声がかすれるくらい           | 8thシングル カップリング曲                      | 山城竹識         |
| 37          | 金子栞       | 羽豆岬                       | 3rdシングル カップリング曲                      | 浅野直之         |
| 38          | 木本花音     | 天使のしっぽ                 | 『チームE 1st Stage「パジャマドライブ」』公演曲 | 平間絹代         |
| 39          | 小林亜実     | 青空片想い                   | 2ndシングル 表題曲                              | 大石健弘         |
| 40          | 斉藤真木子   | 少女は真夏に何をする?        | 3rdシングル カップリング曲                      | 大石りか         |
| 41          | 酒井萌衣     | ときめきの足跡               | 6thシングル カップリング曲                      | 高島太士         |
| 42          | 柴田阿弥     | パレオはエメラルド           | 6thシングル 表題曲                              | 村山和也         |
| 43          | 高木由麻奈   | 青春は恥ずかしい             | 4thシングル カップリング曲                      | 山下蕾           |
| 44          | 竹内舞       | パパは嫌い                   | 6thシングル カップリング曲                      | 中島望           |
| 45          | 都築里佳     | 命の使い道                   | 『チームE 1st Stage「パジャマドライブ」』公演曲 | 原田淳           |
| 46          | 原望奈美     | オキドキ                     | 7thシングル 表題曲                              | ShinYa           |
| 47          | 古畑奈和     | 手をつなぎながら             | 『チームS 2nd Stage「手をつなぎながら」』公演曲 | 長嶋太陽、中川諒 |
| 48          | 山下ゆかり   | パジャマドライブ             | 『チームE 1st Stage「パジャマドライブ」』公演曲 | 谷川太一         |
| 49          | 市野成美     | PARTYが始まるよ              | 『研究生公演「PARTYが始まるよ」』公演曲         | 大野悟           |
| 50          | 犬塚あさな   | コスモスの記憶               | 4thシングル カップリング曲                      | フラッシュハリー |
| 51          | 岩永亞美     | 兆し                         | 『チームKII 3rd Stage「ラムネの飲み方」』公演曲 | 渡邉直           |
| 52          | 江籠裕奈     | SKE48                        | 『研究生公演「PARTYが始まるよ」』公演曲         | 青木亮二         |
| 53          | 大脇有紗     | ロマンスロケット             | 『チームS 2nd Stage「手をつなぎながら」』公演曲 | 林隆行           |
| 54          | 荻野利沙     | 万華鏡                       | 『チームS 3rd Stage「制服の芽」』公演曲         | 梅澤勉           |
| 55          | 小林絵未梨   | 涙の湘南                     | 『研究生公演「会いたかった」』公演曲            | 頃安祐良         |
| 56          | 新土居沙也加 | 強き者よ                     | 1stシングル 表題曲                              | 赤木洋           |
| 57          | 日置実希     | 恋のPLAN                     | 『研究生公演「会いたかった」』公演曲            | 隅洋茂           |
| 58          | 藤本美月     | 片想いFinally                | 8thシングル 表題曲                              | 中村夏葉         |
| 59          | 二村春香     | チャイムはLOVE SONG          | 『チームS 2nd Stage「手をつなぎながら」』公演曲 | 椿遊、藤木倫史郎 |
| 60          | 松村香織     | 青空のそばにいて             | 『研究生公演「PARTYが始まるよ」』公演曲         | 大友貴之         |
| 61          | 水埜帆乃香   | ディスコ保健室               | 『チームKII 3rd Stage「ラムネの飲み方」』公演曲 | 大河臣           |
| 62          | 宮前杏実     | ガラスのI LOVE YOU           | 『研究生公演「会いたかった」』公演曲            | 阿部博之         |
| 63          | 山田みずほ   | 目が痛いくらい晴れた空       | 9thシングル カップリング曲                      | 宍戸貴義         |

### 通常盤
| 全作詞: 秋元康。 |                                     |        |              |                  |      |
| #                | タイトル                            | 作詞   | 作曲         | 編曲             | 時間 |
| 1.               | 「強き者よ」                        | 秋元康 | 上田晃司     | 野中“まさ”雄一   | 4:20 |
| 2.               | 「青空片想い」                      | 秋元康 | 島崎貴光     | 野中 "まさ" 雄一 | 5:00 |
| 3.               | 「ごめんね、SUMMER」                | 秋元康 | 俊龍         | 原田ナオ         | 4:03 |
| 4.               | 「1!2!3!4! ヨロシク!」              | 秋元康 | ツキダタダシ | 前口渉           | 5:03 |
| 5.               | 「バンザイVenus」                   | 秋元康 | 佐々倉有吾   | 野中"まさ"雄一   | 3:37 |
| 6.               | 「パレオはエメラルド」              | 秋元康 | 五戸力       | 原田ナオ         | 4:46 |
| 7.               | 「オキドキ」                        | 秋元康 | YUMA         | 武藤星児         | 4:23 |
| 8.               | 「片想いFinally」                   | 秋元康 | 井上ヨシマサ | 井上ヨシマサ     | 4:33 |
| 9.               | 「フラフープでGO!GO!GO」(チームS)   | 秋元康 | 田靡達也     | 清水哲平         | 3:51 |
| 10.              | 「叱ってよ、ダーリン!」(チームKII)  | 秋元康 | 後藤次利     | 後藤次利         | 4:02 |
| 11.              | 「みつばちガール」(チームE)         | 秋元康 | 後藤次利     | 後藤次利         | 3:41 |
| 12.              | 「その先に君がいた」(研究生)        | 秋元康 | 小澤正澄     | 野中"まさ"雄一   | 6:20 |
| 13.              | 「拗ねながら、雨…」(セレクション8)  | 秋元康 | ツキダタダシ | 佐々木裕         | 4:02 |
| 14.              | 「ポニーテールとシュシュ」(チームE) | 秋元康 | 多田慎也     | 生田真心         | 4:28 |
| 15.              | 「Beginner」(チームS)               | 秋元康 | 井上ヨシマサ | 井上ヨシマサ     | 3:58 |

## 歌唱メンバー
「強き者よ」
大矢真那、小野晴香、桑原みずき、新海里奈、高井つき奈、高田志織、出口陽、中西優香、平田璃香子、平松可奈子、松井珠理奈、松井玲奈、松下唯、森紗雪、矢神久美、山下もえ
「青空片想い」
小木曽汐莉、木下有希子、高柳明音、松井珠理奈、松井玲奈、向田茉夏、矢神久美
「ごめんね、SUMMER」
石田安奈、木﨑ゆりあ、高柳明音、松井珠理奈、松井玲奈、向田茉夏、矢神久美
「1!2!3!4! ヨロシク!」
石田安奈、大矢真那、木﨑ゆりあ、木下有希子、木本花音、桑原みずき、須田亜香里、高柳明音、中西優香、平松可奈子、古川愛李、松井珠理奈、松井玲奈、向田茉夏、矢神久美、山田恵里伽
「バンザイVenus」
石田安奈、大矢真那、小木曽汐莉、木﨑ゆりあ、木本花音、桑原みずき、須田亜香里、高田志織、高柳明音、平田璃香子、平松可奈子、古川愛李、松井珠理奈、松井玲奈、向田茉夏、矢神久美
「パレオはエメラルド」
石田安奈、大矢真那、小木曽汐莉、木﨑ゆりあ、木下有希子、木本花音、桑原みずき、須田亜香里、高柳明音、秦佐和子、平松可奈子、古川愛李、松井珠理奈、松井玲奈、向田茉夏、矢神久美
「オキドキ」
大矢真那、小木曽汐莉、小野晴香、金子栞、木﨑ゆりあ、木下有希子、木本花音、桑原みずき、須田亜香里、高柳明音、秦佐和子、原望奈美、平松可奈子、松井珠理奈、松井玲奈、矢神久美
「片想いFinally」
大矢真那、小木曽汐莉、金子栞、木﨑ゆりあ、木本花音、桑原みずき、須田亜香里、高柳明音、秦佐和子、平松可奈子、古川愛李、松井珠理奈、松井玲奈、松本梨奈、向田茉夏、矢神久美
「フラフープでGO!GO!GO!」（チームS）
大矢真那、加藤るみ、木﨑ゆりあ、鬼頭桃菜、木下有希子、桑原みずき、菅なな子、須田亜香里、高田志織、出口陽、中西優香、平松可奈子、松井珠理奈、松井玲奈、矢神久美
「叱ってよ、ダーリン!」（チームKII）
赤枝里々奈、阿比留李帆、井口栞里、石田安奈、小木曽汐莉、加藤智子、後藤理沙子、佐藤聖羅、佐藤実絵子、高柳明音、秦佐和子、古川愛李、松本梨奈、向田茉夏、矢方美紀、山田澪花
「みつばちガール」（チームE）
磯原杏華、上野圭澄、内山命、梅本まどか、金子栞、木本花音、小林亜実、斉藤真木子、酒井萌衣、柴田阿弥、高木由麻奈、竹内舞、都築里佳、原望奈美、古畑奈和、山下ゆかり
「その先に君がいた」（研究生）
市野成美、犬塚あさな、岩永亞美、江籠裕奈、大脇有紗、荻野利沙、小林絵未梨、新土居沙也加、日置実希、藤本美月、二村春香、松村香織、水埜帆乃香、宮前杏実、山田みずほ
「拗ねながら、雨…」（セレクション8）
小木曽汐莉、木﨑ゆりあ、木本花音、須田亜香里、高柳明音、松井珠理奈、松井玲奈、向田茉夏
「ヘビーローテーション」（チームKII）
赤枝里々奈、阿比留李帆、井口栞里、石田安奈、小木曽汐莉、加藤智子、後藤理沙子、佐藤聖羅、佐藤実絵子、高柳明音、秦佐和子、古川愛李、松本梨奈、向田茉夏、矢方美紀、山田澪花
「ポニーテールとシュシュ」（チームE）
磯原杏華、上野圭澄、内山命、梅本まどか、金子栞、木本花音、小林亜実、斉藤真木子、酒井萌衣、柴田阿弥、高木由麻奈、竹内舞、都築里佳、原望奈美、古畑奈和、山下ゆかり
「Beginner」（チームS）
大矢真那、加藤るみ、木﨑ゆりあ、鬼頭桃菜、木下有希子、桑原みずき、菅なな子、須田亜香里、高田志織、出口陽、中西優香、平松可奈子、松井珠理奈、松井玲奈、矢神久美